# ツヴィッカウ交響曲
ツヴィッカウ交響曲（ツヴィッカウこうきょうきょく、独: Zwickauer Sinfonie）は、ロベルト・シューマンが作曲に着手し、第2楽章までを完成させながら、全曲を完成しなかった交響曲である。1841年に完成した交響曲第1番以降に番号が付けられているため、作曲者自身は「交響曲」以上の曲名を与えていないが、通称として「ツヴィッカウ交響曲」あるいは「交響曲ト短調」と呼ばれる（作品番号も与えられていない）。ツヴィッカウは、シューマンが生まれた地であるとともに、この曲の初演が行われた地である。

## 経緯
若き日のシューマンが初めて交響曲の作曲に挑んだのが、この曲であるとされる。
作曲は1832年に着手され、第1楽章のみをまず完成させた。1832年にツヴィッカウにて、クララ・ヴィークのピアノ演奏会があり、このときにこの第1楽章が初演された。しかし、当時既にピアニストとして名声を博していたクララの陰に隠れ、全く評判にならなかった（初稿）。
それから翌年にかけて、この楽章の改訂が繰り返されるとともに、第2楽章の作曲が行われたが、第3楽章以降の作曲は行われず、交響曲が完成されることはなかった。作曲家としてのシューマンは以後、1840年頃までピアノ曲の作曲に専念することとなった。その後、交響曲・管弦楽曲の作曲に次々と手を染めるようになったが、この未完成の交響曲が作曲者によって顧みられることはなかった。
シューマン自身は最終的に3楽章構成で全交響曲を完結させる構想を持っており、この時期に作曲されたピアノ曲の一部から素材を用いて作曲するプランがあった、との話も伝わっている。

## 演奏時間
約20分（各11分と9分）

## 楽器編成
フルート2、オーボエ2、クラリネット2、ファゴット2、ホルン2、トランペット2、トロンボーン3、ティンパニ1対、弦五部　

## 楽曲構成

### 第1楽章 アレグロ・モルト
ト短調―ト長調。長い展開部を持つ。なおツヴィッカウでの初演時には、8小節の序奏がつけられていたが、その後取り除かれた。現在CD録音されている音源でも、序奏つきのものと序奏なしのものとがある。

### 第2楽章 アンダンティーノ―スケルツォ風間奏曲
ロ短調―ニ長調―ロ短調。緩徐楽章的な性格と、スケルツォ楽章的な性格が、一体化している。

## レコーディング・実演
現在、数種類のCDの録音が聴ける。ほとんどが第1番から第4番までシューマンの交響曲全曲を録音している指揮者によるものであり、全集の余白扱いである。
第1楽章のみを演奏している指揮者と、第2楽章まで演奏している指揮者とがいる。また第1楽章についても、ガーディナーのように改訂時に「初稿」から削除された序奏部を含めて演奏している指揮者と、改訂後の譜面に準じて演奏している指揮者とがいる。第1楽章だけしか録音しない理由は、この曲がト短調の楽曲であり、第2楽章がロ短調で終わっているからである。
実演の機会は極めて少ない。